# هخامنشی ۵۱۲۶
سیارک ۵۱۲۶ (به انگلیسی: 5126 Achaemenides، نامگذاری:1989CH2) پنج هزار و صد و بیست و ششمین سیارک کشف شده‌است که در ۱ فوریه ۱۹۸۹ کشف شد.
قدر مطلق سیارک برابر ۱۰٫۱۰ است.